# 碧木凛
碧木 凛（あおき りん、1996年11月30日 -）は、2016年に活動休止した日本のAV女優。2019年に黒崎 さくに改名し、活動再開。2021年に引退。

## 略歴・人物
2015年に「碧木凜」としてデビューしたロリ系のAV女優。所属事務所は、フリースタイルエージェンシー。
2016年に活動を休止。
2019年より「黒崎さく（くろさき さく）」として活動を再開。ファンスタープロモーション所属。
2020年12月、2021年1月をもって引退することを本人の公式Twitterで報告。

## 出演

### アダルトDVD

#### 碧木凛時代
2015年
- 本デリ生ハメ素人娘 Vol.1（7月25日、kawaii*）※「凛」名義
- 繰り返される。リアルな不純異性交遊。（9月1日、ミニマム）※「りん」名義
- 2人いっしょに。 生まれて初めてのおしり。 奇跡のアナル交互挿入。 しおりとりん（11月1日、ミニマム）[3]※「りん」名義 共演:宮内栞
- 浜辺の美少女を、本気でヤッちゃいました。 2015 vol.02 神奈川県湘南ビーチで顔射ナンパ編（11月20日、プレステージ）※「リン」名義
- ギャルハメウィークエンド!! Vol.003（12月1日、プレステージ）※「りんちゃん」名義　共演:絢森いちか、青柳ひなた、並木あゆ、瀬奈まお
- うしじまいい肉プロデュース アイドル原石 宅コスレイヤー碧木凛（12月25日、宇宙企画）

2016年
- 天使のアナル W中出し りん（1月8日、REAL）
- 山奥の温泉旅館で見つけた、愛くるしい修学旅行生たち。 シーズン3（2月1日、ミニマム）
- ちいさいこ 純無垢つるまん りん（2月5日、ドリームチケット）
- 日焼け跡の残るパイパンロリータ少女中出し調教 しゅなとりん（3月25日、I.B.WORKS）※「りん」名義 共演:加賀美シュナ
- 無防備団地少女わいせつ投稿映像（4月22日、I.B.WORKS）
- ネトラレ【やってはいけない事】知り合いの彼女をねとってみた【罪悪感200％】（5月1日、プラム）
- I Love オジサマ♥ 碧木凛（5月6日、ワープエンタテインメント）
- Petit Story17 小さな幼精の4つの物語 碧木凛（7月1日、プラネットプラス）
- 貧乳無毛奴隷スジマン肉便器 りん（7月19日、シネマジック）
- コスプレイヤーと一泊二日の中出し温泉旅行 さくら・りん（8月26日、TMA）※「りん」名義
- 過激なオプションで大人気。 予約の取れない添い寝リフレ。（9月1日、ミニマム）※AV OPEN 2016 乙女部門 エントリー作品 共演:相原翼、琴羽雫、いろはめる
- 人形あそび（9月13日、HERO）
- 農業体験に来た少女たちに悪戯を繰り返す農夫のわいせつ投稿映像（9月23日、I.B.WORKS） 共演:西口あられ、埴生みこ、あず希、宮沢ゆかり
- スジマンおかずポルノ（10月28日、REAL）
- 優等生の初脱糞 ～緊縛脱糞調教～ 碧木凛（11月1日、オペラ）
- 初スカトロ解禁!!コスプレイヤー 監禁スカトロ凌辱 碧木凛（11月25日、オペラ）[6]

#### 黒崎さく時代
2019年
- まさかノーブラ!? 無防備な貧乳美少女がコリコリに勃った乳首を服越しに露わにする姿に興奮してしまい…（9月6日、DOC） 他出演:山井すず、早美れむ、夏日風
- 生中痴漢集団3（10月10日、ナチュラルハイ） 他出演:大浦真奈美、川崎亜里沙
- 彼女のS○X鑑賞（10月12日、MERCURY）
- 素人18歳ナンパ GET!! No.207 少し浮かれた夏休み 女子○生編（12月7日、桃太郎映像出版） 他出演:美月はとり、高美はるか、美甘りか
- ナチュラルハイ20周年記念作品 こんな野外で?!こんな場所で?!顔射後も止めない突然の笑顔しゃぶりで連続2回おねだり女子○生 20人スペシャル全40発射!（12月12日、ナチュラルハイ） 他出演:かなで自由、葉月もえ、西野たえ、桜庭ひかり、栄川乃亜、若宮穂乃、明海こう、愛里るい、若槻さくら、御坂りあ、上川星空、九条しずく、月宮ねね、川崎亜里沙、日和ももか、まなかかな、桃井杏南、佐野あい、泉りおん

2020年
- 肛門少女A×飲尿少女B（1月9日、ナチュラルハイ） 共演:水嶋アリス
- うちの娘、家ではブラジャーを着けないので、父としてはちょっと困ってます。そして今晩、その娘と二人きりなんです…（1月28日、思春期.COM）
- 「ゴメンね…チ○ポ挿れさせて欲しいの…」最低な彼氏の命令なのに逆らえず誰とでもヤル言いなり幼馴染!!ボクには真面目で可愛い幼馴染がいる…（2月19日、Hunter） 他出演:皆月ひかる、冬愛ことね、あまね弥生、有花もえ
- 超肉食の競泳水着女子だらけのシェアハウスに男はボク一人!ボクが入居したシェアハウスは、スポーツ好きな女子だらけで男は運動音痴なボク一人…（2月19日、Hunter）
- 世間様に非難されるビデオ（2月25日、思春期.com）
- 「親友をレ○プしてください 」そして、仲直りは竿姉妹丼ぶり輪姦。（3月12日、ひよこ） 共演:冬愛ことね、他出演:桜美ゆきな、宮沢ちはる
- 紫の陰謀 連れ子に肉体関係を迫られて…黒崎さく（3月25日、禁断の果実/妄想族）
- ひよこメモリーズvol.2～ひよこ1周年。下半期18作品＋大ヒット御礼2作品。ひよこ女子なんと32名出演。 さらに【完全撮りおろし】ひよこ女子の6つの穴はどの穴も気持ちいい。 少女たちの口・マ○コ・アナルをおじさんの1本のチ○コがいったりきたり。（3月26日、ひよこ） ※新作パートに桜美ゆきなと出演
- 両親が旅行でいない一泊二日…突然出来た仲良し義理の妹二人に睡眠薬を飲ませて犯しまくってやりました!反応がつまらないから媚薬を飲ませたら、発情しだして目の前で姉妹が濃厚なキスをするほど大興奮!そしてボクにいやらしい目を向けて激しく求めてきた!（4月7日、お夜食カンパニー） 出演:神野ひな、佐野あい、真宮あや
- 極薄パンティ越しおマ○コ触診ドクターの診察日記 2（4月13日、アロマ企画） 他出演:皆月ひかる、上川星空、紗々原ゆり、篠宮ゆり、本橋実来
- れずレス! -Lesbian Wrestling- ROUND3（4月17日、SILVER BIRCH） 共演:浅倉もえ
- 停電痴漢（4月19日、アパッチ） 他出演:みひな、桐山結羽、小日向あき、東条蒼
- 「お兄ちゃん、もしかして私のこと避けてるでしょう?」「バカその逆だよ!どストライクなんだよ（※心の声）」4 無邪気にボクに接してくる妹は…（4月19日、Hunter） 他出演:冬愛ことね、深田みお、新田みれい、河奈亜依、優木しの
- 脳がとろけるほどの快感！逆手オイルの亀頭性感マッサージ feat.フェイシャルベロリナーゼ（4月25日、アロマ企画） 共演:あまね弥生／出演:中条カノン、平川琴菜、七瀬もな、星川凛々花、浅倉真凛、城山若菜
- 「私でいっぱい発射してくださいね!」「ダメ！私でいっぱい出して!」勃起しっぱなしのボクを見かねた天使のように優しい看護師さん達は実は単なるドスケベ女!（5月7日、Hunter） 共演:古賀みなみ、雪美千夏、真宮あや、有星あおり
- さく女王様の調教部屋（5月15日、サロメ）
- 競パン女子プロレズリング（5月15日、SILVER BIRCH） 共演:あまね弥生
- バーチャル寝取られ痰唾吐き顔面舐めレズ（5月19日、ゆりえっち/妄想族） 共演:三吉菜々／他出演:喜多方涼、綾瀬さくら、明里ともか、瀬乃ひなた、瀬戸すみれ、NIMO、優保なのか、浅美結花
- パンスト脚足指レズ（6月1日、ゑびすさん/妄想族） 共演:三吉菜々／他出演:瀬戸すみれ、佐伯由美香、ひまりみお、喜多方涼、冬愛ことね、夏日風、綾瀬さくら
- 人気ヘルス嬢だらけの抜き差しバッチリ! 癒しのパイパン裏ヘルス お店に秘密で本番行為OKの裏風俗店 Part2（6月12日、BAZOOKA） 他出演:逢見リカ、豊中アリス、新村あかり
- 友達が酔いつぶれたので友達の彼女にちょっかい出して押しまくったら最後までヤレちゃって彼氏を起こさないように声我慢してるのが興奮した（6月12日、REAL） 他出演:森ほたる、真白わかな、聖星姫花、葉山るる、葉月美音、平川琴菜、大浜レイ
- ぷりぷりの尻まくらでべろべろのディープキスされながらじゅるじゅるのフェラチオされ続ける夢の4Pプレイ（6月13日、アロマ企画） 共演:阿部乃みく、あまね弥生／他出演:桐山結羽、唯乃光、本真ゆり
- 密かに男の子が好きな女性が悪ガキにパンチラ見られ弄られまくって自制心が崩壊! エロエロに変貌してウブなち○ぽを貪るむっつりショタコン女。（6月19日、アロマ企画） 他出演:鈴木さとみ、野々宮蘭、有咲いちか、愛乃零、川崎亜里沙
- 女戦闘員Polymer（6月26日、GIGA） 共演:庄司ゆり奈、愛原れの、浅倉真凛、桃香りり、七海りな、瀬乃ひなた、香山亜衣、茜みこと、平岡ゆき
- ～抵抗を諦めた少女たち～ 夜の学校でオモチャのようにひたすらイラマチオ&中出しを繰り返され、痙攣しっぱなしの無抵抗女子●生（7月7日、Hunter） 共演:一条みお／他出演:深田結梨、桜美ゆきな
- 中出し訳アリ女子校生 3（7月10日、BAZOOKA） 他出演:若月まりあ、志田紗希、枢木あおい
- 濃密唾液接吻レズ（7月19日、ゑびすさん/妄想族） 共演:御坂りあ／他出演:佐野あい、辻芽愛里、佐伯由美香、鈴木ちひろ、西野たえ、喜多方涼、夏日風、NIMO、日向菜々子、小春
- 【昏睡イタズラ】渋谷ハロウィン泥水痴漢2（7月21日、カリマンタン） 他出演:成田咲歩、春川莉乃、聖星姫花
- 官能接吻レズビアン あなたの顔を見ただけで私、濡れちゃうんです…（7月23日、ヒビノ） 共演:二宮和香
- セクシーアイドルレスリングMIXED ROUND 3（7月24日、SILVER BIRCH） 共演:あまね弥生
- セクシーアイドルレスリング ROUND 3（7月24日、SILVER BIRCH） 共演:あまね弥生
- 股縄DID猿轡 ロープで縛られ苦しみ悶える女（8月7日、シネマジック） 他出演:：辻芽愛里、今井まい、聖星姫花、吉田真琴
- お仕置き乳首ポリス（8月14日、REAL）
- こっちは遊びのつもりで1回ヤッただけなのに彼女面してきた純情女がウザ過ぎて、先輩におすそ分け!そのまま串刺しノド奥イラマで肉便器化!（8月19日、Hunter） 他出演:愛乃零、七瀬りん、中尾芽衣子
- 「お兄ちゃん、おちん○ん見せて!」年下の幼馴染が女友達を連れてきてボクでち○ちん研究!精子が見たいと言って覚えたてのフェラをしてきて…更に…（8月19日、Hunter） 他出演:神野ひな、河奈亜依、佐藤りこ、水沢つぐみ、八尋麻衣、葉月りの
- 3人のほろ酔い神尻女上司たちが、何度中出ししても止まらない精子まみれ粘着ピストンでイキまくり!イカせまくり!（8月19日、Hunter） 共演:中尾芽衣子、森沢かな ／ 他出演:七瀬りん、栗山絵麻、愛乃零
- 女として意識した事がなかった超男っぽい幼馴染の胸を勢いで揉んだら、異様に可愛く感じ始め想像以上に興奮して大量に発射して怒られちゃった件!!（8月19日、Hunter） 他出演:星仲ここみ、水沢つぐみ、夏原唯、石原希望
- 野外露出レズ（8月19日、ゆりえっち/妄想族） 共演:永野楓果
- 新人女子社員は、社内パパ活するフェラ上手でチ○ポが千切れそうになるぐらい頬を凹まし吸い込むソソるバキューム女子社員（8月27日、SOSORU×GARCON） 他出演:桜美ゆきな、若槻さくら
- ザコ女集団（8月28日、GIGA） 共演:香山亜衣、桃香りり、浅倉真凛、愛原れの、庄司ゆり奈
- 主観挑発レズ（9月1日、ゑびすさん/妄想族） 共演:御坂りあ、三吉菜々／他出演:喜多方涼、西野たえ、鈴屋いちご、夢乃美咲、水嶋アリス、冬愛ことね、夏日風、七瀬かれん
- 主観淫語乳首勃起オナニー（9月1日、ゑびすさん/妄想族） 他出演:宇多田あみ、新村あかり、早川瑞希、冬愛ことね、水嶋アリス、七瀬かれん
- セクシーアイドルプロレズリング コスプレスタイル スペシャル 女学生東西対抗戦2種の神衣編 1時限目（9月4日、SILVER BIRCH） 共演:西野たえ
- 女子校内で超絶大な人気を誇っている姉のおかげで、そんな姉を慕う後輩と毎日エッチなことをしています…3（9月7日、Hunter） 共演:笠木いちか、新田みれい／他出演:あおいれな、桜木優希音、水沢つぐみ
- ミラクルモモ Episode.0（9月11日、GIGA） 共演:渚みつき
- 超濃厚バーチャル挑発キス（9月19日、ゑびすさん/妄想族） 他出演:東山想葉、佐伯由美香、夏日風、新村あかり、早川瑞希、冬愛ことね、水嶋アリス
- 開口器 大量口腔ぶっかけ（9月19日、Hunter） 他出演:桜木優希音、南梨央奈
- 気弱な義妹のお口で喉奥ハードピストンイラマチオ練習していたらパンツにシミが出来るほどのビショ濡れ状態!!喉奥発射したばかりのボクのチ○ポ…2（9月19日、Hunter） 共演:初島うい／他出演:七菜原ココ、新田みれい、あまね弥生、渚みつき
- 『お兄ちゃん私意外と胸大きくなったでしょう?』『いや全然』『むしろそれ（微乳）が最高（心の声）』狭いお風呂で妹に背中を流してもらっていたら…（10月7日、Hunter） 他出演:あまね弥生、有星あおり、桃尻かのん、桜井千春
- 『突然のゲリラ豪雨で幼馴染の服がビショビショの下着がスケスケでドッキドキ!』しかも濡れて体が冷え切った幼馴染は『一緒に温まろう…』と言って…（10月7日、Hunter） 他出演:椿りか、笠木いちか、新田みれい、小坂芽衣
- ヒロイン討伐Vol.94 美少女仮面セリスティア2 10年後のオプティー（10月9日、GIGA） 共演:早乙女らぶ
- 本物全裸素人 セクシーヌードポーズファイル2（10月9日、S級素人） 他出演:逢見リカ、豊中アリス、枢木あおい、加藤ももか、西野たえ、跡美しゅり、AIKA、永愛、永瀬愛菜、丸山れおな、八乃つばさ、赤瀬尚子、みひな、千葉ゆうか
- OLパンツスーツで尻ずり（10月13日、アロマ企画） 他出演:河北恵美、宮村ななこ、小川ひまり、加賀美まり、卯水咲流
- 「誰にも言わなきゃバレないよ…!」絶対に手を出してはいけない兄嫁、親友の彼女、上司の娘…がボクを誘惑!こっそりチ○ポをハメて何度も中出し…（10月19日、Hunter） 他出演:深田えいみ、樋口みつは、冬愛ことね、山口葉瑠
- 「おじちゃん、もっとエッチなこと教えて?」実家に帰省してきたうぶ姪っ子姉妹とセックスしまくり生活!（10月19日、Hunter） 共演:宮沢ちはる／他出演:水沢つぐみ、神野ひな、皆月ひかる、深田結梨
- 全裸オイルキャットレズファイト2（10月22日、ROCKET） 共演:笠井いちか
- 同人ヒロイン09 女幹部ゾラ 恥辱強化実験 黒崎さく（10月23日、GIGA）
- えむっ娘ユーザーIさん撮影作品 清楚系の皮をかぶった変態ド色欲肉便器を肉棒ガチ盛りフルスペックSM調教でガッチり膣を弄んだら涙を流して感謝されました。 文系女子大生 いおりちゃん21歳（10月25日、えむっ娘ラボ）
- 集団ちかん電車 大人しそうな女子大生が痴漢師のエチエチなテクニックにメロメロになる（10月27日、カリマンタン）
- だれとでも定額挿れ放題!月々定額料金さえ支払えば、校内の女子生徒や女教師でもだれでも挿れ放題!2（11月7日、Hunter） 共演:前乃菜々、美保結衣、逢見リカ、阿部乃みく、桜井千春
- 競泳水着のエチエチお姉さんに精子ぶっかける（11月13日、REAL） 他出演:今井まい、森ほたる、神坂ひなの、平川琴菜、岬あずさ
- 女姉妹幹部ヒーロー陥落 ヴィダール&キマリス（11月13日、GIGA） 共演:浜崎真緒
- 中出しロシアンルーレット～裏切り合う女たち～（11月19日、Hunter） 共演:初島うい、あまね弥生／他出演:乙花イブ、葉月りの、有星あおり
- 軽い前戯だけで信じられないほど感じまくり!幼馴染はとても可愛くてモテ女だけど、男運が悪く会って即挿入するセフレ的な扱いしか受けた事がなくて…（11月19日、Hunter） 他出演:河奈亜依、EMILY、乙咲あいみ、夏日風
- 鼻を舐めるレズキス（11月19日、ゑびすさん/妄想族） 共演:御坂りあ／他出演:喜多方涼、西野たえ、夏日風、冬愛ことね、水嶋アリス、夢乃美咲
- 女子旅018（11月20日、ゴーゴーズ）
- ねっちょりベロレズキス（12月1日、ゑびすさん/妄想族） 共演:三吉菜々／出演:瀬戸すみれ、佐伯由美香、宮沢ちはる、七瀬かれん、鈴屋いちご、夢乃美咲、水嶋アリス、冬愛ことね、夏日風、月下あいり
- スーパーヒロインドミネーション地獄46 メルピュア!ピュアノアール（12月11日、GIGA） 共演:渚みつき、大橋るか
- 「うちらが射精させてあげる!」遅漏で悩んでいるボクにヤリマン幼馴染とその友達のこれまたヤリマン女子二人が競い合うように射精させてあげるお話。（12月19日、Hunter） 共演:高梨有紗／他出演:葉月桃、三浦かなみ、葉月もえ、美保結衣
- 《種付けライブハウス痴漢3》ウブで押しに弱そうな女子を集団チカン!!おっぱいモミモミ生交尾!!パンパン鬼突きして膣奥射精!!メロメロちかんSEXアヘ顔ガクブル絶頂!!（12月22日、カリマンタン）
- 目のやり場に困るマイクロミニスカートの女子社員にソソられる!（12月24日、SOSORU×GARCON） 共演:大沢萌音、卯水乃亜

2021年
- 彼女の初デートで使った思い出のビデオカメラで、地元のヤンキーの先輩に彼女がヤラれている姿を撮影させられるボク。怖くて動けないボクに彼女は助けを求めるけど何も出来ずただカメラを向けるボク。（1月19日、Hunter） 他出演:斎藤みなみ、神野ひな、冬愛ことね、岬あずさ

### アダルトVR
- さく女王様の調教部屋 黒崎さく（2020年5月13日、サロメ・プロローグ）
- うぶなメガネ女子○生に身体測定でいたずらしたら感じまくり！うぶなメガネ女子○生に身体検査中いたずらしたら、声を押し殺して恥ずかしそうに感じはじめた！コレはイケる！と思ってさらに激しく触りだしたら、真面目な顔して感じまくってイキまくる実は超ムッツリすけべ!（2020年5月14日、HunterVR） 他出演:若槻さくら、笠木いちか、深田結梨
- 悪魔の選択…WストーリーVR 『俺たちが●すのを黙って見てるか? それともお前が自分でカワイイ義妹を●すか?』10年前の親の再婚で出来た義理の妹は本当の兄妹の様に仲が良い…超仲良くなった義妹…義妹の前で頼もしい兄…で、いつづけたい…そう思ってた矢先…家に強姦魔が…そして…悪魔の選択を迫られた…（2020年10月8日、お夜食カンパニー）
- 3年1組の文化祭の模擬店は…『ちっぱいパブ』。私立のお嬢様○校の文化祭。毎年密かに人気の模擬店『ちっぱいパブ』。小ぶりだけど超敏感な美乳女子だけが選ばれ、ちっぱい嬢として文化祭に訪れたお客様に大サービス!（2020年12月8日、HunterVR） 共演:笠木いちか、皆月ひかる、仲沢ももか

### イメージDVD
- 純系シトラス 〜妹の誘惑〜（2015年11月23日、シトラスミント）※「工藤ひろの」名義
- 突撃!となりのパイパンまん（2016年3月4日、デジプラン）※「りん」名義

## 出演

### オリジナルビデオ
- ヒロインアルティメットピンチ プライムウーマン編（2020年7月10日、ZENピクチャーズ） - 悪女ドランジュ役
- ヒロインセクシーピンチ セーラーガーディアン レイラ（2020年12月11日、ZENピクチャーズ） - 女子大生エリ役